# Penchennerie
Le ruisseau de la Penchennerie est un ruisseau français de la région Nouvelle-Aquitaine, affluent de l'Auvézère et sous-affluent de l’Isle.

## Toponymie
En occitan, le cours d'eau prend le nom de  Penchenariá[réf. nécessaire].

## Géographie
Il prend sa source en Haute-Vienne à plus de 360 mètres d'altitude, sur la commune de Coussac-Bonneval, quatre kilomètres au sud du bourg, près du lieu-dit Roumégoux.
Il entre en Corrèze et passe à proximité du bourg de Saint-Éloy-les-Tuileries.
Il pénètre ensuite en Dordogne où il conflue en rive droite de l'Auvézère à moins de 260 mètres d'altitude, sur la commune de Payzac, quatre kilomètres au nord-est du bourg, près du lieu-dit Prouillac.
Long de 10,4 km, le ruisseau de la Penchennerie possède un court affluent répertorié : le ruisseau de le Croisille.

## Départements, Communes et Cantons traversés
Le ruisseau de la Penchennerie arrose trois départements et cinq communes réparties sur trois cantons :

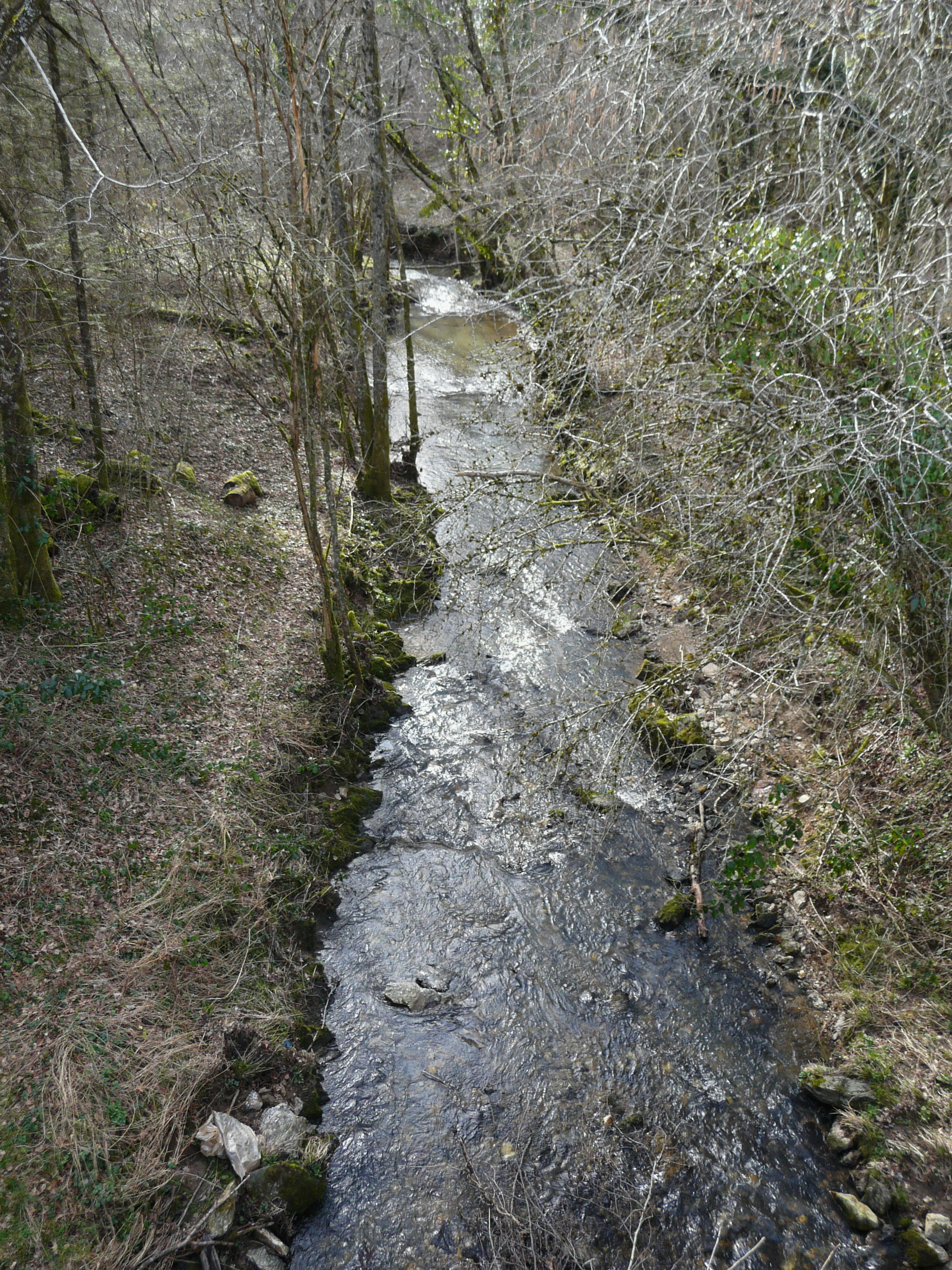
Le ruisseau de la Penchennerie en limite de Saint-Éloy-les-Tuileries et Ségur-le-Château.

- Haute-Vienne
  - Canton de Saint-Yrieix-la-Perche
    - Coussac-Bonneval (source)
- Corrèze
  - Canton de Lubersac
    - Saint-Julien-le-Vendômois
    - Saint-Éloy-les-Tuileries
    - Ségur-le-Château
- Dordogne
  - Canton de Lanouaille
    - Payzac (confluence)